# 水島中継局
水島中継局（みずしまちゅうけいきょく）は、岡山県倉敷市水島地域にある地上デジタルテレビジョン放送の重要中継局である。

## 放送区域
この中継局の電波法に定める放送区域（3mV/m）は岡山県倉敷市の一部、約5万世帯である。具体的には水島地域のうち連島町鶴新田、連島町西之浦を除く全域や、児島地域の児島宇野津、児島塩生にまで及びまた、水島地域のみならずここから酒津や中庄、粒浦付近を限度として倉敷地域中心部も放送区域としている。
2010年（平成22年）11月30日開局の地上デジタル放送中継局は受信世帯数が46,100世帯となり、岡山県内の地上デジタル放送中継局では岡山津島中継局（49,800世帯）についで2番目の受信世帯数である。

## 歴史
- 1973年（昭和48年）3月30日 - NHK岡山放送局総合テレビジョン水島中継局および教育テレビジョン水島中継局開局。
- 1985年（昭和60年）5月9日 - RNC西日本放送標準テレビ放送水島中継局開局。
- 2004年（平成16年）10月28日 - 1度目のアナアナ変換対策開始に伴い新アナログチャンネル放送開始。
- 2005年（平成17年）4月28日 - 1度目のアナアナ変換に関わる旧アナログチャンネル停波。
- 2006年（平成18年）6月1日 - 2度目のアナアナ変換対策開始に伴い新アナログチャンネル放送開始。
- 2006年（平成18年）9月29日 - 2度目のアナアナ変換に関わる旧アナログチャンネル停波。
- 2010年（平成22年）10月18日 - 全局で地上デジタルテレビジョン放送の試験電波を発射。
- 2010年（平成22年）11月30日 - 全局地上デジタルテレビジョン放送開始。

### アナアナ変換
この中継局も2度にわたって、デジタル放送開始にあわせて全国的に行われた現行アナログチャンネルの移行、いわゆる「アナアナ変換」の対象となった。1度目は2004年10月28日より対策を開始、翌年2005年4月28日に旧チャンネル停波、2度目は2006年6月1日より対策を開始、同年9月29日には旧チャンネルを停波し新チャンネルに移行した。対象となったアナログチャンネルは1度目がNHK総合（52ch→58ch+）及びNHK教育（50ch→54ch+）の2波、2度目がTSCテレビせとうち（28ch-→38ch）、RNC西日本放送（30ch→14ch）及びKSB瀬戸内海放送（32ch→16ch）3波の計5波。対策世帯は1度目が約2万1,500世帯で2度目が約1万2,500世帯である。
1度目に停波した旧アナログチャンネル52chと50chは対岸の西讃岐中継局でそれぞれOHK岡山放送とRNC西日本放送のアナアナ変換後の新アナログチャンネルとして使用されている。
また、2度目に停波した旧アナログチャンネルのうち28chは西讃岐中継局でOHK岡山放送のデジタルチャンネルとして使用されていて、30chと32chは岡山金甲山親局（32chは当中継局でも使用予定）でそれぞれKSB瀬戸内海放送とNHK岡山総合テレビのデジタルチャンネルとして使用されている。

### 地上デジタル放送
この中継局のデジタル化は2010年10月18日から全局で試験電波が発射され、2010年11月30日に全局で開局した。
水島地区は児島半島の山地が障害となり岡山金甲山親局の良好な受信が困難であるが、全域がその放送区域内に入っている。デジタル放送ではある一定以上の受信レベルさえ確保すればゴーストの影響は全く受けないため、金甲山を受信することにより放送開始当初からすでにデジタル放送が視聴できた地点もある。

## 施設
中継局は倉敷市水島地区北部に位置する大平山山系の東裾野、標高70m付近に存在する。
全局垂直偏波による放送。

## 地上デジタルテレビジョン放送送信設備
| リモコンキーID                                                      | 放送局名          | 物理チャンネル | 空中線電力 | ERP  | 放送対象地域   | 放送区域内世帯数 |
| ------------------------------------------------------------------- | ----------------- | -------------- | ---------- | ---- | -------------- | ---------------- |
| 1                                                                   | NHK岡山総合テレビ | 32ch           | 1W         | 4.8W | 岡山県         | 46,100世帯       |
| 2                                                                   | NHK岡山教育テレビ | 45ch           | 1W         | 4.8W | 全国放送       | 46,100世帯       |
| 4                                                                   | RNC西日本放送     | 41ch           | 1W         | 5.5W | 岡山県・香川県 | 46,100世帯       |
| 5                                                                   | KSB瀬戸内海放送   | 49ch           | 1W         | 5.6W | 岡山県・香川県 | 46,100世帯       |
| 6                                                                   | RSK山陽放送       | 19ch           | 1W         | 5.6W | 岡山県・香川県 | 46,100世帯       |
| 7                                                                   | TSCテレビせとうち | 33ch           | 1W         | 5.4W | 岡山県・香川県 | 46,100世帯       |
| 8                                                                   | OHK岡山放送       | 47ch           | 1W         | 5.6W | 岡山県・香川県 | 46,100世帯       |
| ※全局局名は水島局 ※全局垂直偏波 ※中継局であるためコールサインは無い |                   |                |            |      |                |                  |

## 地上アナログテレビジョン放送送信設備
| チャンネル | 放送局名          | 空中線電力        | ERP               | 放送対象地域   | 放送区域内世帯数 |
| --- | ----------------- | ----------------- | ----------------- | -------------- | ---------------- |
| 14 | RNC西日本放送     | 映像10W/ 音声2.5W | 映像56W/音声14W   | 岡山県・香川県 | 4万9963世帯      |
| 16 | KSB瀬戸内海放送   | 映像10W/ 音声2.5W | 映像56W/音声14W   | 岡山県・香川県 | 4万9963世帯      |
| 38 | TSCテレビせとうち | 映像10W/ 音声2.5W | 映像55W/音声13.5W | 岡山県・香川県 | 4万9963世帯      |
| 54+ | NHK岡山教育テレビ | 映像10W/ 音声2.5W | 映像59W/音声14.5W | 全国放送       | 4万9963世帯      |
| 56 | OHK岡山放送       | 映像10W/ 音声2.5W | 映像47W/音声11.5W | 岡山県・香川県 | 4万9963世帯      |
| 58+ | NHK岡山総合テレビ | 映像10W/ 音声2.5W | 映像59W/音声14.5W | 岡山県         | 4万9963世帯      |
| 62 | RSK山陽放送       | 映像10W/ 音声2.5W | 映像47W/音声11.5W | 岡山県・香川県 | 4万9963世帯      |
| ※全局局名は水島局 ※全局垂直偏波 ※38ch以外は全局に指向性あり ※中継局であるためコールサインは無い ※54ch、58chはオフセット+10kHz局 |                   |                   |                   |                |                  |